# 석양의 무법자
《석양에 돌아오다 - 속 석양의 무법자》(영어: The Good, the Bad and the Ugly, 이탈리아어: Il buono, il bruto, il cattivo)는 세르조 레오네가 감독한 1966년 이탈리아의 서사적 스파게티 웨스턴 영화이다. 클린트 이스트우드, 리 밴클리프, 일라이 월릭이 출연하였다.
《황야의 무법자》와 《석양의 건맨》의 속편인 이 영화는 《석양의 무법자》라 불리지만 《석양에 돌아오다》가 맞다.

## 줄거리
남북전쟁이 한창이던 시절의 국경 지역. 멕시칸 총잡이 투코(일라이 월릭), 신비로운 총잡이 블론디(클린트 이스트우드), 냉혹한 범죄자 세텐자(리 반 클리프)가 있었다. 세텐자는 남부 동맹의 군자금 20만 달러가 빼돌려졌다는 정보를 입수하게 된다. 그쯤 투코는 블론디와 함께 현상금 동업을 이어가고 있었는데 블론디가 투코와의 관계를 청산한다. 이에 투코가 블론디를 추적하여 그를 죽음 직전까지 몰아넣었지만 때마침 죽어가고 있던 '빌 카슨'이란 자에게 군자금에 관한 비밀을 입수하게 된다. 블론디 역시 결정적인 투코가 모르는 정보를 얻었기에 투코는 그와 함께 동행하게 된다. 이후 이들은 서로 협력과 반목을 반복하면서 금화 여덟 자루에 대한 추적을 이어갔으며 세 명의 인물은 거대한 운명의 결정에 맞닥뜨리게 된다.

## 특징
레오네의 스파게티 웨스턴 작품 3부작 중 마지막 작품이며 이전 두 작품에 시도된 레오네식 서부극 실험의 정점에 올랐다는 평가를 받는다. 후반부의 삼각결투씬을 비롯하여 남북전쟁에 휩싸이는 등의 장면이 유명하며 엔니오 모리코네의 음악 역시 인기를 끌었다. 촬영은 스페인 현지의 사막에서 이루어졌다. 원제는 이탈리아어로 Il buono, il brutto, il cattivo이기 때문에 미국판의 제목은 영어로 The good, the ugly, the bad라고 해야 하지만 The Good, the Bad and the Ugly로 두번째와 세번째의 순서가 바뀌었고 접속사 and가 추가되었다.

## 출연
- 클린트 이스트우드 - 금발
- 일라이 월릭 - 투코
- 리 밴클리프 - 센텐자 / 천사눈

## 한국판 성우진

### TBC (1977년 8월 20일)
- 송두석 - 블론디(클린트 이스트우드)
- 김성원 - 투코(일라이 월릭)
- 김병관 - 센텐자(리 반 클리프)

### KBS 첫 더빙(1983년 7월 30일)
- 양지운 - 블론디(클린트 이스트우드)
- 故 최응찬 - 센텐자(리 반 클리프)
- 故 황원 - 투코(일라이 월릭)

### KBS 재더빙(2007년 12월 16일)
- 이정구 - 블론디(클린트 이스트우드)
- 이장원 - 투코(일라이 월릭)
- 유민석 - 센텐자 / 엔젤 아이즈(리 밴클리프)
- 김옥경 - 마리아(라다 라시오프)
- 김환진 - 하퍼 대령(안토니오 몰리노 로조) / 사진사
- 김창주 - 흡연하는 군인(프랑코 토치) / 신부
- 서문석 - 월레스(마리오 브레가) / 신부(안젤로 노비) / 베이커(리비오 로렌존)
- 김관진 - 파블로(루이지 피스틸리) / 빌 카슨(안토니오 카살레) / 스티븐스(안토니오 카사스)
- 김영진 - 술 취한 대위(알도 쥬프레) / 총가게 주인(엔초 페티토)
- 원호섭 - 보안관(존 바사) / 총잡이(알 뮬락) / 북부군 대위의 부관

## 같이 보기
- 석양의 건맨
- 황야의 무법자